# Michael Omosanya
 Michael Qudus Bakare Omosanya (* 25. Dezember 1999 in Luxemburg-Stadt) ist ein momentan vereinsloser luxemburgischer Fußballspieler mit nigerianischen Wurzeln.

## Karriere

### Verein
Von seinem Heimatverein FC Red Star Merl-Belair wechselte Omosanya 2013 in die Jugendabteilung des F91 Düdelingen. Von dort wurde er zur Saison 2018/19 an die 1. Mannschaft des Drittligisten Union Remich/Bous verliehen. Anschließend verpflichte ihn der FC Monnerich aus der Ehrenpromotion fest. Im Sommer 2021 nahm ihn dann der amtierende Landesmeister CS Fola Esch unter Vertrag. In der 2. Qualifikationsrunde zur UEFA Europa Conference League traf der Stürmer dann auch erstmals für seinen neuen Verein. Beim 2:1-Hinspielerfolg gegen den belarussischen Vertreter FK Schachzjor Salihorsk erzielte er Führung. Für Fola absolvierte der Mittelstürmer insgesamt 27 Pflichtspiele mit vier Treffern. Zur Saison 2022/23 wechselte Omosanya weiter zum deutschen Regionalligisten Eintracht Trier. Doch schon ein Jahr später kehrte er nach dem Abstieg von Trier nach Esch zurück. Von dort ging er dann in der Winterpause 2023/24 zum US Thionville Lusitanos in die fünftklassige französische National 3. Dort traf er in 13 Ligaspielen fünf Mal und schaffte mit dem Verein als Meister den Aufstieg in die National 2. Nach einer weiteren Saison mit 26 Spielen und vier Treffern verließ er Thionville im Sommer 2025 und wechselte zurück nach Luxemburg, wo er sich dem Rekordmeister Jeunesse Esch anschloss.

### Nationalmannschaft
Am 9. Oktober 2021 debütierte Omosanya in der WM-Qualifikation gegen Serbien (0:1) für die Luxemburgische A-Nationalmannschaft, als er vor heimischer Kulisse in der 74. Minute für Maurice Deville eingewechselt wurde. Im Juni 2022 kam er dann in der UEFA Nations League zu einem weiteren Einsatz gegen die Türkei (0:2). Anschließend dauerte es über zwei Jahre, ehe er im Herbst 2024 in der Nations League erneut gegen Belarus (1:1) sowie Bulgarien (0:1) auf dem Platz stand.